# Madeleine Bordallo
Madeleine Bordallo, nata Madeleine Mary Zeien (Graceville, 31 maggio 1933), è una politica e personaggio televisivo statunitense, delegata di Guam alla Camera dei Rappresentanti dal 2003 al 2019.

## Biografia
La Bordallo, figlia di un militare statunitense, crebbe a Guam, dove suo padre era di stanza in quel periodo. Dopo gli studi, la Bordallo cominciò a lavorare per "KUAM-TV", la stazione televisiva dell'isola, divenendo una presentatrice negli anni cinquanta e sessanta.
Nel 1953 sposò Ricardo Bordallo, che sarà Governatore di Guam per ben due mandati: dal 1975 al 1979 e dal 1983 al 1987. Alla morte del marito, nel 1990, la Bordallo si candidò a Governatore, ma perse le elezioni.
Nel 1994 concorse insieme a Carl Gutierrez sul fronte Democratico; questa volta la Bordallo ebbe più fortuna: Gutierrez divenne Governatore e lei Vicegovernatrice.
Nel 2003 Robert Underwood, il Rappresentante di Guam al Congresso, abbandonò il seggio per concorrere a Governatore, così la Bordallo, il cui mandato sarebbe scaduto a breve, si candidò alla Camera e vinse le elezioni. In questo modo Madeleine Bordallo divenne la prima donna a rappresentare Guam al Congresso, pur essendo un membro non votante.
Fu riconfermata per altri sette mandati, finché nel 2019 venne sconfitta nelle primarie da Michael San Nicolas.